# C/2021 D1 SWAN
C/2021 D1 SWAN è una cometa non periodica.

## Storia della scoperta
La cometa è stata scoperta inizialmente dall'astrofilo australiano Michael Mattiazzo esaminando le immagini riprese tra il 19 e il 25 febbraio 2021 dallo strumento SWAN, uno dei dodici a bordo della SOHO. Queste immagini tuttavia per la loro bassissima risoluzione non sono utilizzabili per ricavarne posizioni per calcolare un'orbita, per cui le scoperte fatte tramite questo strumento non sono considerate valide per rivendicare la scoperta di una cometa. A tal fine occorre che la cometa sia osservata da Terra, cosa che è avvenuta il 28 febbraio 2021.

## Caratteristiche orbitali
Unica caratteristica orbitale della cometa è di avere una MOID con il pianeta Marte molto piccola. Secondo i calcoli effettuati all'osservatorio astronomico di Sormano la MOID tra i due corpi celesti è di sole 0,027 UA; in effetti a questo passaggio i due corpi non sono mai stati distanti meno di 0,5 ua.